# Chiesa di Santa Maria del Lago (Moscufo)
La chiesa di Santa Maria del Lago è un edificio religioso che si trova a Moscufo, in provincia di Pescara.

## Storia

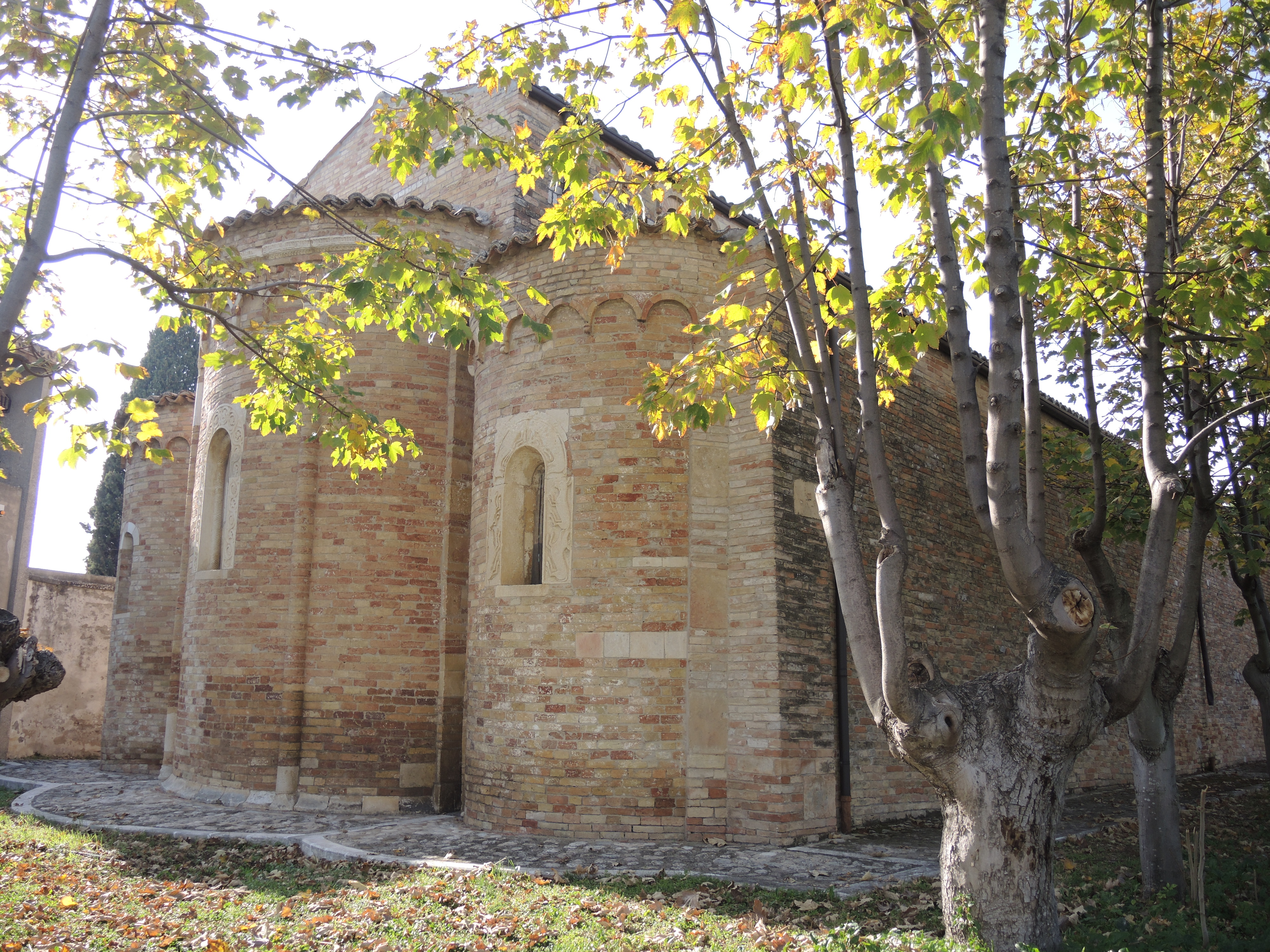
Abside

La chiesa romanica di Santa Maria del Lago prende il nome dal vicino bosco (Lucus). È stata probabilmente edificata su preesistenti ruderi romani ed è l’unico edificio superstite dell’abbazia benedettina del XII secolo, età testimoniata dall'iscrizione (1159) presente sull'ambone. Il Chronicon Casauriense riporta che intorno nel 1050 Moscufo era feudo dell’abbazia di San Clemente a Casauria.
La chiesa ha subito numerose trasformazioni. In età barocca, nel 1733 sotto l'abate Battista Mazzacara, venne rialzato il piano di calpestio, coperti gli affreschi romanici e costruito un nuovo altare maggiore. La facciata venne rielaborata in stile classico con frontone triangolare con quattro lesene in stucco e con un rosone quadrilobato, rialzando contemporaneamente i muri laterali.
Nel 1914 ci fu un intervento di restauro, con l’abbassamento del pavimento nella zona del pulpito e recupero dei piedistalli delle colonne. Nel 1960 poi vi furono restauri per conto della Soprintendenza al fine di ripristinare l’aspetto originario della chiesa, eliminando tra l’altro il campanile ed un'acquasantiera esterna.

## Architettura

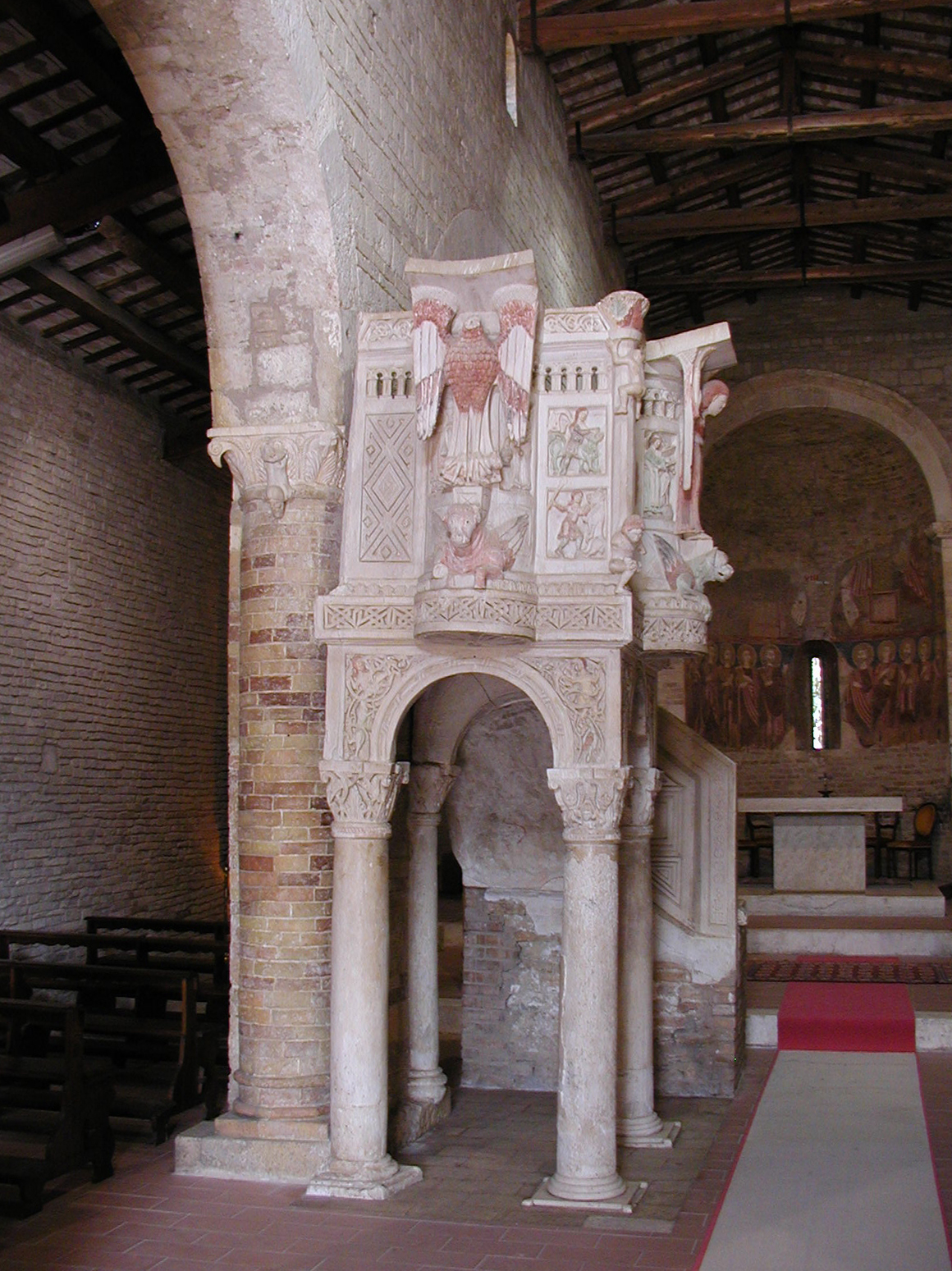
Ambone

La facciata in mattoni ospita un portale a tutto sesto del dodicesimo secolo scolpito con grappoli e fiori, ornamenti che si ritrovano anche all'esterno, sulle monofore delle tre absidi. Il rosone è liscio senza decorazioni.
La chiesa ha tre navate che terminano in altrettanti absidi. Le fiancate laterali e gli absidi presentano una cornice di archi semicircolari. Ogni abside ha al centro una stretta monofora.

## Interni
L'interno è a tre navate con quattro colonne ed un pilastro per lato in mattoni e capitelli in pietra che sostengono archi, sempre in mattoni. La navata centrale ha una larghezza doppia delle laterali. Nell'abside centrale rimangono resti di affreschi di un grande Cristo e sotto una teoria di santi.
La copertura in capriate di legno è stata ripristinata nel corso del restauro del settecento. Oltre alle tre monofore delle absidi ed il rosone, l’interno è illuminato da otto aperture lungo le navate laterali. Sulla navata di destra rimangono tracce di tre finestre che in passato collegavano la chiesa con il vicino cimitero. Elemento di rilievo è l’ambone poggiato su quattro colonne che sorreggono delle arcate. Fu commissionato nel 1159 dall'Abate al maestro Nicodemo. I rilievi in stucco conservano tracce di dipinti policromi.
Il pavimento in cotto ha tre livelli diversi, con il più basso all'ingresso, il medio dalla terza campata, fino al presbiterio ed il più alto nella zona dell'altare. Sempre all'interno si trova una tavola del 1465 di Andrea De Litio che raffigura una Madonna con Bambino.